# Encanto: Vùng đất thần kỳ
Encanto: Vùng đất thần kỳ (tựa gốc tiếng Anh: Encanto) là bộ phim hoạt hình máy tính thể loại nhạc kịch-kỳ ảo ra mắt vào năm 2021, được sản xuất bởi Walt Disney Animation Studios và phân phối bởi Walt Disney Studios Motion Pictures, đây là bộ phim thứ 60 được sản xuất bởi hãng Walt Disney. Bộ phim được đạo diễn bởi Byron Howard và Jared Bush, cùng Charise Castro Smith trong vai trò đồng đạo diễn và đồng biên kịch, và được sản xuất bởi Yvett Merino và Clark Spence, với Lin-Manuel Miranda đảm nhận phần soạn nhạc phim. Bộ phim quy tụ nhiều diễn viên lồng tiếng như Stephanie Beatriz, John Leguizamo, María Cecilia Botero, Diane Guerrero, Jessica Darrow, Angie Cepeda và Wilmer Valderrama. Bối cảnh của Encanto xoay quanh một gia đình Colombia đa thế hệ, tên là Nhà Madrigal, được dẫn dắt bởi gia trưởng mẫu hệ Alma Madrigal (Botago). Mỗi thành viên trong nhà Madrigal được ban phép mầu khi lên 5 tuổi, trừ cô bé nhân vật chính Mirabel (Beatriz). Cốt truyện phim theo chân hành trình của Mirabel nhằm giải cứu phép mầu dường như sắp tan biến.
Encanto: Vùng đất thần kỳ khởi chiếu tại Rạp El Capitan ở Los Angeles vào ngày 3 tháng 11 năm 2021 và được phát hành tại Mỹ từ ngày 24 tháng 11 ở định dạng 2D, RealD 3D và Dolby Cinema trong thời hạn 30 ngày do dịch Covid đang diễn biến. Nó thu về hơn 256 triệu USD toàn cầu so với kinh phí 120–150 triệu USD và đạt được thành công thương mại rộng rãi hơn sau khi được phát hành trên Disney+ từ ngày 24 tháng 12 năm 2021. Nhạc phim của Encanto lan truyền rất nhanh, chiếm vị trí thứ nhất trên bảng xếp hạng Billboard 200 tại Hoa Kỳ và các Album tổng hợp tại Anh; hai ca khúc "We Don't Talk About Bruno" và "Surface Pressure" gặt hái nhiều thành công, với ca khúc "We Don't Talk About Bruno" chiếm vị trí đầu bảng Billboard Hot 100 tại Hoa Kỳ và UK Singles Chart qua nhiều tuần.
Sau khi phát hành, Encanto đã nhận nhiều lời khen từ giới phê bình về mảng xây dựng nhân vật, âm nhạc, hoạt hình, lồng tiếng, chiều sâu cảm xúc và sự trung thực về văn hóa. Nhiều nhận xét khẳng định rằng khái niệm cốt lõi của bộ phim là chủ nghĩa hiện thực huyền ảo và chấn thương xuyên thế hệ. Bộ phim đã giành về nhiều giải thưởng và chiến thắng hạng mục phim hoạt hình hay nhất của nhiều tổ chức danh tiếng như Viện hàn lâm Điện ảnh Hoa Kỳ, Quả cầu vàng, BAFTA, Hiệp hội các nhà sản xuất Hoa Kỳ và Hội đồng xét duyệt quốc gia Hoa Kỳ. Ngoài ra tại lễ trao giải Oscar lần thứ 94, ca khúc "Dos Oruguitas" thể hiện bởi Sebastián Yatra và nhạc nền phim lần lượt được đề cử giải ca khúc gốc hay nhất và nhạc phim hay nhất.

## Nội dung
Một cuộc xung đột vũ trang buộc đôi vợ chồng trẻ Pedro và Alma Madrigal với những đứa con sinh ba (Julieta, Pepa và Bruno) phải chạy trốn khỏi ngôi làng quê hương của họ ở Colombia. Những kẻ tấn công giết Pedro, nhưng ngọn nến của Alma bỗng dưng trở nên mầu nhiệm thổi bay chúng và tạo ra ngôi nhà tri giác tên là Casita, rồi núi cao dâng lên bao quanh vùng đất Encanto thần kỳ.
50 năm sau, một ngôi làng mới đã phát triển trù phú dưới sự bảo vệ của cây nến. Phép thuật mà nó ban tặng cho mỗi hậu duệ nhà Madrigal lúc họ lên 5 tuổi được dùng để phục vụ lợi ích chung của cộng đồng. Trước đó 10 năm, Bruno Madrigal, người bị phỉ báng và ghẻ lảnh bởi phép thuật nhìn thấu tương lai của mình, trốn chạy khỏi Encanto và vào cùng thời điểm đó, cô bé Mirabel 5 tuổi bí ẩn thay lại không được cây nến ban phép mầu.
Vào sinh nhật lên 5 của Antonio Madrigal, cậu bé được ban khả năng nói chuyên với động vật. Trong lúc gia đình đang ăn mừng, Mirabel đột nhiên phát hiện những vết nứt xuất hiện tại Casita và ngọn lửa của cây nến trở nên lập lòe, song những lời cảnh báo của cô bị bỏ ngoài tai vì dường như đó chỉ là ảo giác. Sau khi nghe trộm được Alma cầu nguyện bên ô cửa sổ, Mirabel quyết tâm cứu lấy phép mầu. Ngày hôm sau, cô nói chuyện với người chị tráng sĩ Luisa, người mà thú nhận rằng có điều gì đó không ổn với phép mầu và thổ lộ hết nỗi lo âu mà chị ta đã đè nén bấy lâu. Luisa chỉ dẫn cho Mirabel đột nhập vào căn phòng Bruno ở tháp cấm của Casita, nơi có lẽ ẩn chứa câu trả lời. Ở đó, Mirabel tìm thấy những mảnh thủy tinh lục bảo chứa thị kiến tương lai của Bruno và sống sót thoát ra khỏi căn phòng dần sụp đổ. Sau khi nghe lời cảnh cáo của gia đình về người cậu Bruno, Mirabel vẫn cố chấp ghép lại những mảnh vỡ và thấy hình ảnh của chính mình đứng trước một Casita bị nứt mẻ.
Tối hôm đó, người chị ruột có khả năng khiến trăm hoa đua nở của Mirabel, Isabela, ra mắt trước người chồng đã được đính hôn là Mariano Guzmán. Giữa lời thỉnh hôn của Mariano dành cho Isabela, Dolores tiết lộ khám phá của Mirabel cho mọi người nhờ khả năng siêu thính giác của cô, khiến cho Casita lại rạn nứt, và phá hỏng bữa tối trịnh trọng sau khi Pepa vô tình gây ra một trận mưa như trút nước. Giữa cả thảy hỗn loạn đó, Mirabel bám theo một đàn chuột tha những mảnh vỡ lục bảo và phát hiện một lối bí mật đằng sau một bức chân dung, nơi cô tìm thấy Bruno đang ẩn náu. Bruno hóa ra chưa bao giờ rời khỏi ngôi nhà, anh tiết lộ rằng thị kiến về tương lai của Mirabel không hoàn toàn chắc chắn, khiến anh tin rằng cô bé chính là chìa khóa để giải cứu phép mầu; trước đây do không muốn làm tổn thương Mirabel, Bruno đã phá vỡ thị kiến của mình và từ bỏ gia đình. Trong phòng của Antonio, Bruno miễn cưỡng nhìn vào tương lai theo lời của Mirabel và chứng kiến cảnh cô bé ôm lấy người chị gái Isabela, điều mà có lẽ sẽ hồi sinh phép mầu.
Mirabel đành đi xin lỗi Isabela, người thú nhận rằng không muốn kết hôn với Mariano và bị gánh nặng bởi vẻ ngoài hoàn hảo của mình. Mirabel thông cảm với Isabela và cả hai ôm chầm lấy nhau làm cho ngọn nến bùng cháy. Tuy vậy, Alma buộc tội Mirabel gây ra bất hạnh cho gia đình bởi vì tủi thân do không có năng lực. Mirabel cãi vã với Alma rằng chính bà mới là nguyên nhân khiến phép thuật suy yếu. Mâu thuẫn giữa Mirabel và Alma khiến ngọn nến vụt tắt, chẻ đứt dãy núi bao quanh Encanto và hủy diệt Casita. Mirabel đau đớn chạy trốn khỏi gia đình.
Alma tìm thấy Mirabel đẫm lệ tại dòng sông nơi Pedro hi sinh thân mình để cứu đoàn dân tị nạn. Alma chia sẻ bi kịch của mình với người cháu gái và giải thích tại sao việc bảo tồn phép mầu lại quan trọng với bà đến nhường đó. Mù quáng vì thế nên Alma đã đặt kỳ vọng quá cao lên con cháu, mà chẳng hề hay biết gia đình mình đang rạn nứt dưới áp lực đó. Bà chịu trách nhiệm cho những gì đã xảy ra; Mirabel và Alma hòa giải và cả hai, hội ngộ với Bruno, tụ họp với các thành viên Madrigal khác. Với sự giúp đỡ của dân làng, họ tái xây dựng Casita. Mirabel được trao cho một tay nắm cửa và sau khi cô bé lắp nó lên cửa chính, phép thuật được hồi phục và Casita sống lại. Kết phim, cả gia đình Madrigal, bao gồm Mirabel và Bruno, cùng nhau chụp tấm hình kỷ niệm.

## Lồng tiếng
- Stephanie Beatriz trong vai Mirabel Madrigal: cô bé nhân vật chính 15 tuổi,[6][7] thành viên duy nhất trong gia đình Madrigal không được ban tài năng phép mầu. Đạo diễn Jared Bush miêu tả cô là người "không hoàn hảo và kỳ cục và lập dị, nhưng sống tràn đầy tình cảm và vô cùng đồng cảm".[8] Noemi Josefina Flores lồng tiếng Mirabel lúc 5 tuổi.[7]
  - Trong bản tiếng Việt, Thảo Huỳnh lồng tiếng Mirabel 15 tuổi và Ngọc Hà lồng tiếng Mirabel 5 tuổi.[9]
- María Cecilia Botero trong vai Abuela Alma Madrigal: bà ngoại 75 tuổi của Mirabel và gia trưởng mẫu hệ của nhà Madrigal.[8] Tên đầy đủ của bà không được nêu trong phim.[7] Olga Merediz thay Botero lồng giọng hát cho nhân vật.[10] Trong phiên bản tiếng Tây Ban Nha của bộ phim, Botero cũng lồng tiếng cho Alma,[11][12] còn Yaneth Waldman lồng giọng hát.
  - Nghệ sĩ Ngân Quỳnh lồng tiếng Alma bản tiếng Việt.[9][13]
- John Leguizamo trong vai Bruno Madrigal: người cậu 50 tuổi của Mirabel, bị gia đình ghẻ lạnh vì khả năng nhìn thấu tương lai của anh chỉ mang lại toàn điều phiền toái.[14]
  - Hà Thanh Hiền lồng tiếng Bruno bản tiếng Việt.[9]
- Mauro Castillo trong vai Félix Madrigal: chú dượng của Mirabel và chồng của Pepa. Bush đùa vui rằng Félix "chỉ ở đó để có một khoảng thời gian vui vẻ!".[8] Castillo cũng lồng tiếng cho nhân vật trong bản tiếng Tây Ban Nha của bộ phim.[11][12]
  - Nguyễn Hoà Bình lồng tiếng Félix bản tiếng Việt.[9]
- Jessica Darrow trong vai Luisa Madrigal: chị gái ruột 19 tuổi của Mirabel.[15] Đồng biên kịch Charise Castro Smith mô tả Luisa là người "[mang] mọi gánh nặng mà chẳng bao giờ [phàn nàn]". Cô được ban sức mạnh siêu phàm, song ẩn dưới vẻ ngoài tráng sĩ lại là cả một niềm lo lắng rằng mình sẽ làm gia đình thất vọng.[8]
  - Trong bản tiếng Việt, Nguyễn Ánh Vân lồng tiếng phần nói của Luisa còn Đặng Tú Hạnh góp lời hát.[9]
- Angie Cepeda trong vai Julieta Madrigal: người mẹ 50 tuổi của Mirabel và vợ của Agustín, cô có phép mầu chữa lành mọi người với tài nấu nướng của mình.[8] Cepeda cũng lồng tiếng cho nhân vật trong bản tiếng Tây Ban Nha và tiếng Ý của bộ phim.[11][12][16]
  - Trong bản tiếng Việt, Liễu Thị Tuyết Thu lồng tiếng phần nói của Julieta còn Hồ Hoàng Ngọc góp lời hát.[9]
- Carolina Gaitán trong vai Pepa Madrigal: người dì 50 tuổi của Mirabel và vợ của Félix, với phép mầu là tâm trạng ảnh hưởng đến thời tiết. Cô thường khiến trời phải đổ mưa và giông bão vì tâm trạng luôn thay đổi mạnh mẽ.[8] Gaitán cũng lồng tiếng cho nhân vật trong bản tiếng Tây Ban Nha của bộ phim.[11][12]
  - Trong bản tiếng Việt, Mai Ngọc Phượng lồng tiếng phần nói của Pepa còn Huỳnh Thanh Thảo góp lời hát.[9]
- Diane Guerrero trong vai Isabela Madrigal: người chị ruột cả của Mirabel, 21 tuổi.[15] Đạo diễn Byron Howard miêu tả nàng ta là "hoàn hảo" và là "một thành công". Nàng có năng lực khiến trăm hoa giăng lối, song nội tâm luôn phải đấu tranh để giữ vẻ hào nhoáng bên ngoài.[8]
  - Nguyễn Duyên Quỳnh lồng tiếng cho nhân vật trong bản tiếng Việt.[9][13]
- Wilmer Valderrama trong vai Agustín Madrigal: người cha 50 tuổi của Mirabel và chồng của Julieta. Đạo diễn Bush mô tả anh là người "dễ gặp tai nạn".[6][8]
- Rhenzy Feliz trong vai Camilo Madrigal: con trai 15 tuổi của Pepa và Félix,[6] em của Dolores và anh của Antonio, đồng thời là em họ của Mirabel. Chàng ta có khả năng thay hình đổi dạng. Castro Smith miêu tả Camilo là dạng người "chưa định hình được mình là ai".[8]
- Ravi Cabot-Conyers trong vai Antonio Madrigal:[6] cậu con trai út 5 tuổi của Pepa và Félix, em của Dolores và Camilo. Chú bé rất ngưỡng mộ người chị họ Mirabel của mình. Biệt tài của cậu là nói chuyện với động vật.[8]
- Adassa trong vai Dolores Madrigal: con gái đầu lòng 21 tuổi của Pepa và Félix, chị của Camilo và Antonio, đồng thời là em họ của Mirabel, sở hữu năng lực siêu thính giác.[8][15]
- Maluma trong vai Mariano Guzman, chồng đính hôn cũ của Isabela và bạn trai của Dolores.[17] Anh thể hiện lại vai diễn trong bản tiếng Tây Ban Nha của bộ phim.[11]

Ngoài ra, Rose Portillo lồng tiếng cho Señora Guzman, mẹ của Mariano; Alyssa Bella Candiani, Noemi Josefina Flores, Paisley Herrera, Brooklyn Skylar Rodriguez, và Ezra Rudulph lồng tiếng cho những đứa trẻ thị trấn; Juan Castano lồng tiếng Osvaldo, thường dân mà Bruno dự đoán sẽ có bụng bự; Sarah-Nicole Robles lồng tiếng Señora Ozma, người phụ nữ yêu cầu Luisa làm lệch dòng chảy của con sông; Hector Elias lồng tiếng Old Arturo; Alan Tudyk lồng tiếng chú chim toucan Pico, mà được Bush mô tả là "ngờ nghệch"; và Jorge E. Ruize Cano lồng tiếng Tiple Maestro.

## Sản xuất

### Phát triển

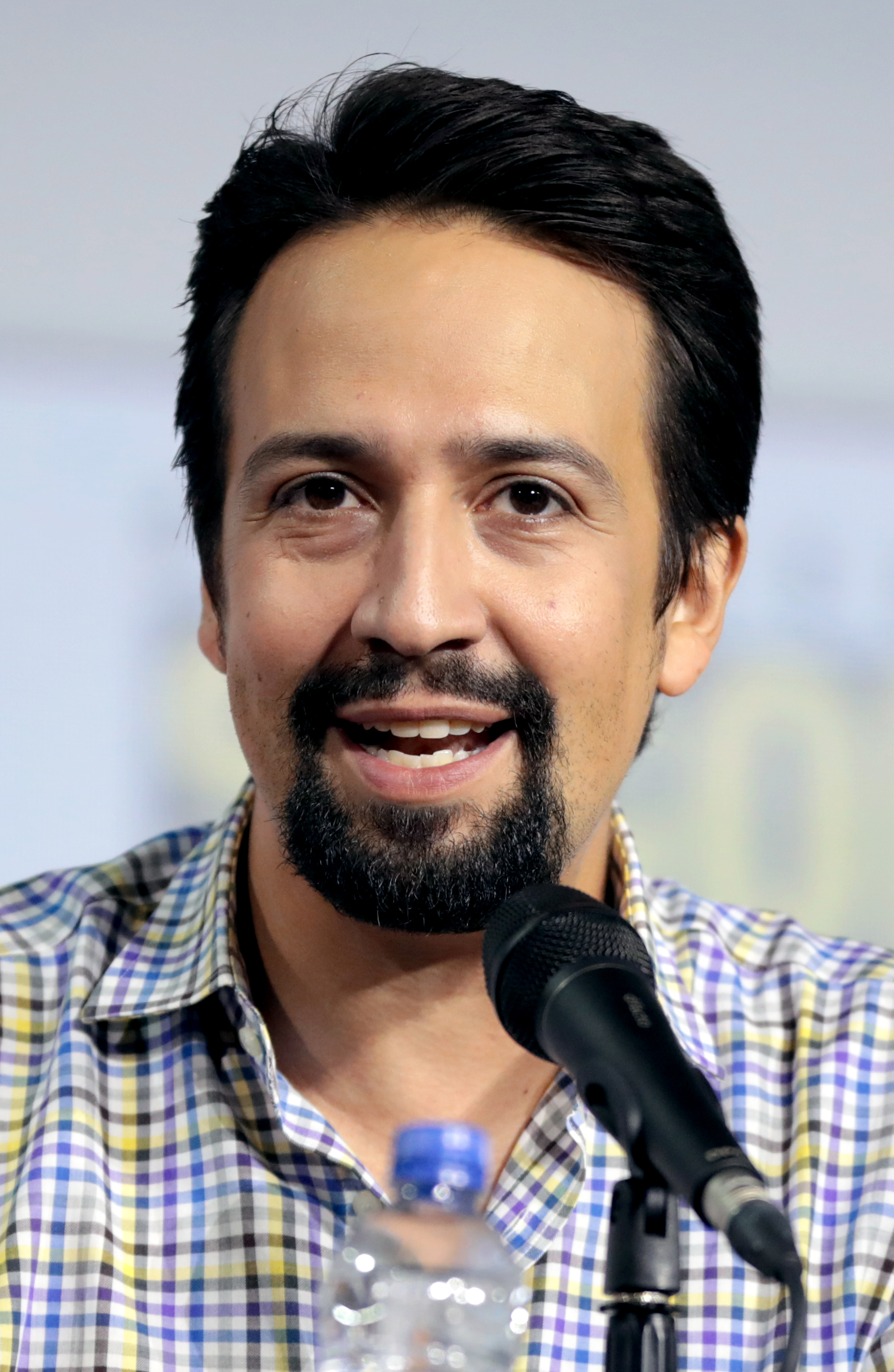
Nhà soạn nhạc Lin-Manuel Miranda vào năm 2019

Trong chuyến công du quảng bá Moana vào tháng 11 năm 2016, Lin-Manuel Miranda tiết lộ rằng John Lasseter, khi đó là giám đốc sáng tạo của Disney Animation, đã trình bày cho anh và Howard một dự án hoạt hình mới. Howard và Bush có nói rằng sau khi Zootopia (2016) được hoàn thiện, họ muốn dự án tiếp theo của mình phải là một bộ phim nhạc kịch—cụ thể là nhạc kịch Mỹ Latinh sau khi Miranda tham gia dự án. Howard và Bush đã có kinh nghiệm làm việc với thể loại buddy film "trong đó hai nhân vật đi ra ngoài thế giới và tìm hiểu về nhau" nhưng giờ thì họ muốn thử một điều gì đó "hoàn toàn khác." Ba người họ chia sẻ với nhau về từng đại gia đình của bản thân và quyết định xây dựng một bộ phim nhạc kịch với hàng tá nhân vật chính thuộc cùng một đại gia đình duy nhất.
Suốt 5 năm ròng thai nghén bộ phim, chủ đề đóng vai trò "kim chỉ bắc đích thực" của Howard và Bush vẫn luôn là cái quan điểm, tức "về cái cách mà bạn nhìn nhận những người khác trong gia đình mình và cách bạn được nhìn nhận." Họ bắt đầu động não và trình bày ý tưởng trên bảng trắng. Ngay từ đầu, họ liệt kê được "3 khám phá quan trọng" về gia đình mà đã trở thành cơ sở cốt truyện của phim: "1) hầu hết chúng ta không cảm thấy thực sự được gia đình nhìn nhận, 2) hầu hết chúng ta đều mang những gánh nặng mà ta không cho gia đình thấy, và 3) hầu hết chúng ta đều không nhận ra rằng gần như tất cả chúng ta, đặc biệt trong gia đình của chính bản thân, đều có chung cảm nhận như vậy".:8 Miranda là người nêu lên ý tưởng "phổ rộng, sắc màu" của âm nhạc Mỹ Latinh có khả năng "nắm bắt tốt nhất" sự phức tạp trong các mối quan hệ gia đình.:8
Vào những ngày đầu phát triển dự án, đội ngũ sản xuất đã trò chuyện với nhiều chuyên gia trị liệu và tâm lý. Tất cả được hỏi rằng ai sẽ được cha mẹ đối xử tốt nhất trong một gia đình bốn người; mỗi người lại có một ý kiến riêng. Bush kết luận: "Đấy là về cách bạn nhìn nhận bản thân trong gia đình." Đoàn làm phim ngoài ra cũng tham khảo ý kiến các thành viên trong gia đình và đội ngũ Disney Animation.
Howard và Bush thảo luận về văn hóa Mỹ Latinh với Juan Rendon và Natalie Osma, hai nhân vật trước đây đã cùng họ sản xuất phim tài liệu Imagining Zootopia. Rendon và Osma đều tình cờ là người Colombia, thường xuyên kể về những trải nghiệm cá nhân về văn hóa Colombia trong các cuộc thảo luận; điều này khiến Howard, Bush và Miranda tập trung nghiên cứu về đất nước đó. Rendon và Osma trở thành hai chuyên gia văn hóa đầu tiên được Disney Animation thuê tư vấn cho bộ phim. Họ giúp thành lập đội ngũ nghiên cứu văn hóa Colombia của Disney với tên gọi "Colombian Cultural Trust."
Năm 2018, Rendon và Osma cùng Howard, Bush và Miranda thực hiện một chuyến khảo cứu đất nước Colombia. Trong hai tuần du ngoạn đất nước đó, họ đã gặp gỡ các kiến trúc sư, đầu bếp và nghệ nhân để làm quen với văn hóa Colombia. Họ đến thăm các thành phố lớn của Colombia như Bogotá và Cartagena, song cảm hứng thực sự chỉ tới với họ một khi tận mắt chứng kiến những thị trấn nhỏ như Salento (về địa hình) và Barichara (về kiến trúc). Bush nhận xét rằng "mỗi thị trấn chúng tôi đến đều có một tính cách rất cụ thể", bởi vì địa hình đồi núi của Colombia chia cắt và cô lập chúng. Theo ấn phẩm của câu lạc bộ người hâm mộ Disney twenty-three, sự cô lập địa lý của Colombia là động lực chính khiến các nhà làm phim quyết định đặt gia đình Madrigal trong một 'encanto' "hẻo lánh" - nghĩa là, một nơi bị 'bỏ bùa' hoặc được ban phước về mặt tâm linh, một xứ sở nơi mà phép thuật và hiện thực hòa lẫn". Theo lời giải thích của hướng dẫn viên du lịch Alejandra Espinosa Uribe, người Colombia sống bao quanh bởi "những vùng đất linh thiêng mang lại cảm giác kỳ diệu, và bọn tôi cùng tồn tại với chúng, không băn khoăn về sự tồn tại của chúng".:30 Ở Barichara, họ kết bạn với Espinosa Uribe, người dẫn họ đi thăm thú thị trấn, và sau đó cô trở thành cố vấn kiểm chứng tính xác thực lịch sử và văn hóa của bộ phim. Espinosa Uribe là nguồn cảm hứng trực tiếp của nhân vật chính Mirabel, bao gồm mái tóc đen xoăn, kính mắt lớn và cử chỉ hành động. Thiết kế váy của Mirabel được phỏng theo những chiếc váy truyền thống dệt ở vùng Vélez.
Quãng thời gian bối cảnh trong phim khá mơ hồ, chỉ ước chừng vào khoảng nào đó đầu thế kỷ 20. Sau khi tìm hiểu lịch sử Colombia vào thập niên 50, các đạo diễn quyết định đặt bộ phim đầu những năm 1900 và sử dụng "mỹ học dân gian Colombia".:22 Vào đầu thế kỷ 20, đất nước này đã trải qua nhiều đau thương trong chiến tranh Ngàn ngày, có lẽ là nguồn cảm hứng cho phân đoạn hồi tưởng khi dân làng phải chạy nạn.

### Biên kịch
Khi bộ phim dần trở nên phức tạp hơn, với hàng tá nhân vật cần phát triển cùng rất nhiều bài hát và bối cảnh văn hóa phong phú với truyền thống hiện thực huyền ảo sâu đậm, Howard và Bush nhận ra rằng họ cần một nhà biên kịch nữa ra tay cứu giúp. Họ rốt cuộc chọn Charise Castro Smith vì cô có kiến thức nền tảng vững chắc về trào lưu văn học  hiện thực kỳ ảo và cũng đã từng có kinh nghiệm xử lý "những động lực gia đình trong thế giới thực". Bush nhận xét Castro Smith là "món quà trời cho" vì cô cung cấp "một nền tảng xuất phát từ trái tim, nhạy cảm và xác thực" cho cốt truyện. Castro Smith cố gắng nhào nặn một hình tượng Mirabel hoàn toàn cá biệt, không hoàn hảo và mang tính người; một nhân vật nhằm đại diện cho cuộc sống của những cô gái Latinh nhưng vẫn có thể được khán giả toàn cầu thấu hiểu.
Từng tham gia sản xuất tác phẩm Moana, Miranda biết rằng nhân vật chính cùng tên Moana ban đầu có đến tận 8 người anh em trước khi họ bị loại bỏ để đơn giản hóa cốt truyện. Do đó, anh đã đoán trước rằng Disney Animation sẽ ngần ngại tiếp tục dự án với hàng tá nhân vật chính như vậy. Miranda viết ca khúc mở đầu phim "The Family Madrigal" để chứng minh với Disney Animation rằng họ hoàn toàn có thể giới thiệu một đại gia đình và các mối quan hệ giữa các thành viên của nó một cách hiệu quả cho khán giả theo dõi. Do thời lượng chỉ có 90 phút, các nhà làm phim đã phải vật lộn để làm cho gia đình trung tâm trở nên chân thực, có hồn và nhân văn nhất có thể, và cung cấp cho từng thành viên những cung phát triển nhân vật riêng. Đội ngũ đã làm việc chăm chỉ để xây dựng Encanto dựa trên các nguyên mẫu gia đình có thể nhận dạng ngay lập tức. Họ tập trung vào việc bứt phá các nguyên mẫu đó và chứng minh rằng mỗi cá nhân trong gia đình đều phức tạp hơn những cái "mặt nạ" áp đặt lên họ. Mỗi thành viên của gia đình Madrigal đều được lấy cảm hứng từ một nguyên mẫu gia đình thông thường song được phóng đại và huyền ảo hóa; ví dụ, Isabela và Luisa lần lượt dựa trên đứa con vàng và đứa trẻ gánh trọng trách của gia đình. Bush giải thích rằng phương pháp này khiến mỗi khả năng không có cảm giác bị tùy tiện, mà được quy định rõ bởi cảm xúc và tính cách của từng nhân vật.:26
Giống hầu hết các bộ phim hoạt hình đi trước của Disney, Encanto đã trải qua "nhiều phiên bản khác nhau" trong quá trình phát triển cốt truyện.:17 Những ý tưởng bị loại bỏ bao gồm: một thiếu nữ hiện đại bị đưa sang thế giới khác nhờ một cái tay nắm cửa ma thuật;:17 Agustín đóng vai trò là gia trưởng phụ hệ, người đã phát hiện ra Encanto và đích thân xây dựng Casita ở đó;:17 bộ phim lấy bối cảnh rõ ràng vào những năm 1950 với thời trang hiện đại và ở những khu đô thị sầm uất,:22 cùng với xe cộ và một chuyến thăm thành phố nơi Alma ban đầu xuất thân;:146 Casita chính là một phần tính cách Alma, chứ không thuộc về toàn bộ gia đình;:41 bộ phim sẽ xoay quanh nhiều thế hệ gia đình sinh sống ở Casita trong vòng 100 năm;:49 Mirabel sẽ cố gắng trong vô vọng để tìm kiếm món quà kỳ diệu của mình, thay vì chỉ bày tỏ sự thất vọng khi không được ban tặng phép mầu;:71 màu sắc thế giới trong hai màn đầu của phim sẽ phản ánh góc nhìn của Mirabel, và sau đó sẽ chuyển sang phông màu thực tế hơn khi bộ phim chuyển sang quan điểm của Alma ở màn thứ ba;:76 căn phòng của Luisa sẽ được làm bằng đá và "buồn tẻ" để phản ánh tinh thần trách nhiệm của cô ấy, nhưng lại có một "lối bí mật" dẫn một căn phòng ẩn giống "công viên giải trí", nơi cô ấy có thể vui chơi thoải mái;:94 Isabela từng được các nhà làm phim ghép cặp với một chàng trai "ngớ ngẩn" tên là Bubo xuất thân nơi đô thị.:153 Sau khi bộ phim ra mắt, Bush tiết lộ qua Twitter một số ý tưởng khác từng được bàn luận nhưng rồi bị bỏ xó: Alma sinh ra ba đứa trẻ ở dòng sông vào đúng khoảnh khắc cái chết của Pedro; sự thù địch lẫn nhau giữa Isabela và Mirabel sẽ lên cao trào với một màn đánh lộn; Mirabel được tổ chức lễ quinceañera. Theo Howard, "cốt lõi của cả bộ phim" vẫn phải là mối quan hệ giữa Mirabel và Alma.:116

### Tuyển vai
Disney tuyển chọn một số diễn viên có gốc gác Colombia, bao gồm: Stephanie Beatriz, vì cha cô là người Colombia; John Leguizamo, vì anh sinh thành ở Bogotá; và Wilmer Valderrama vì thời thơ ấu của anh gắn liền với Colombia, đất nước quê hương của mẹ anh.
Mặc dù không có nhân vật rõ ràng nào cho Alan Tudyk nhập vai (anh được coi là "bùa may mắn" của Disney), do nhà Madrigal có quốc tịch Colombia và Mirabel chưa có một trợ thủ động vật nào, Tudyk nảy ra ý tưởng muốn thủ vai khách mời với chú chim toucan tên Pico. Ban đầu lúc đến phòng thu âm, Tudyk báo cho cả đội ngũ thu âm rằng scratch vocal của họ dành cho Pico không thuộc về loài chim toucan, mà chỉ là tiếng vẹt kêu. Anh bỏ thì giờ ra luyện tập kêu tiếng toucan. Theo các nhà làm phim, đội ngũ thu âm thường xuyên trao đổi với Tudyk bằng tiếng Anh nhưng anh ta rất láu lỉnh trả lời họ bằng tiếng toucan.

### Thiết kế
Encanto là "bộ phim khó khăn nhất" cho đến nay đối với những người đứng đầu mảng hoạt hình Renato dos Anjos và Kira Lehtomaki, bởi lẽ họ được yêu cầu phải phát triển đầy đủ hàng chục nhân vật, trái ngược với những bộ phim hoạt hình khác chỉ có 2-3 nhân vật chính. Theo đó, các nhân vật đòi hỏi một mức độ phức tạp mà Disney Animation trước đây chưa từng đạt được. Nhà báo kiêm cố vấn Carbibe gốc Phi của bộ phim Edna Liliana Valencia Murillo đã đóng góp rất lớn cho thiết kế của các nhân vật Félix, Dolores và Antonio. Theo Howard, kiểu tóc Latinh gốc Phi của một số nhân vật rất cần thiết.  Trưởng nhóm thiết kế trang phục Neysa và nhà thiết kế sản xuất liên kết Lorelay Bové hy vọng bô phim có thể đại diện cho nhiều cộng đồng khác nhau của Colombia một cách tốt nhất. Ngoài ra, Neysa còn được giúp đỡ bởi hai cố vấn người Colombia, trong đó có một nhà nhân chủng học và một nhà thực vật học.

### Hoạt họa
Các nhà hoạt họa Disney lần nay đã nhận được một thử thách khá khó khăn; các nhà làm phim muốn Mirabel phải thật khác biệt so với tất cả các nữ anh hùng Disney trước đó; cô ấy phải có tiềm năng nhưng không quá hoàn hảo, song không quá hậu đậu. Ngôi nhà tri giác Casita được lấy cảm hứng từ những ngôi nhà truyền thống của Colombia hòa trộn với những ngôi nhà tri giác khác trong các bộ phim nổi tiếng như Beetlejuice (1988).
Qua quá trình nghiên cứu tỉ mỉ, đội ngũ sản xuất đã rút kinh nghiệm rằng âm nhạc, vũ đạo và nhịp điệu là các yếu tố then chốt của hoàn cảnh sinh hoạt thường nhật tại Colombia. Do đó, Encanto là bộ phim Disney Animation đầu tiên có sự tham gia của các biên đạo múa vào quá trình phát triển phim từ đầu đến cuối. Họ phối hợp chặt chẽ với đội ngũ sản xuất để xây dựng các bài hát, nhân vật và câu chuyện. Ở những bộ phim Disney cũ hơn, câu chuyện vốn đã được hoàn thiện sẵn rồi mới mời biên đạo múa tư vấn cho các cảnh phim cụ thể. Đối với Encanto, Disney Animation ban đầu thuê biên đạo múa Mỹ gốc Phi Jamal Sims, người mà khăng khăng khuyên họ thuê ngay vũ công người Mỹ gốc Colombia Kai Martinez làm cố vấn tham khảo hoạt hình của phim. Họ làm việc cùng một nhóm các vũ công để chuẩn bị các cảnh quay tham chiếu vũ đạo cho từng cảnh, rồi sau đó đưa ra phản hồi lên bộ phận hoạt họa để họ vẽ lên các cảnh hoạt hình. Họ gắn các phong cách nhảy khác nhau cho từng nhân vật một, ví dụ phong cách của Luisa là reggaeton còn phong cách của Mirabel là salsa Cali, v.v.
Để lựa chọn và tạo hình ảnh động cho các loài thực vật mà Isabela triệu hồi, nhóm sản xuất đã tham khảo ý kiến của nhà thực vật học người Colombia Felipe Zapata. Nhờ đó mà đội ngũ sản xuất biết loài cây bản địa nào mà chọn cho hợp lý và những tiểu tiết chính xác của chúng. "Dòng sông" phượng tím, đám cây sung và "dòng thác" gọng vó mà Isabela tạo ra ở phân cảnh bài hát "What Else Can I Do?" đều dựa trên gợi ý của Felipe Zapata. Thực vật ở hậu cảnh do vậy cũng rất thực tế, bao gồm nhiều loài thực vật bản địa như cau Andes và Cecropia. Các loại thực vật quan trọng đối với kinh tế Colombia như cà phê cũng xuất hiện.

## Âm nhạc
Vào tháng 6 năm 2020, Miranda công khai rằng anh đã bắt đầu chắp bút viết nhạc cho bộ phim, và sẽ bao gồm 8 ca khúc gốc bằng tiếng Anh lẫn tiếng Tây Ban Nha. Sau khi bộ phim ra mắt, Miranda tiết lộ rằng anh thực ra đã viết toàn bộ bài hát ngay từ đầu. Vào ngày 8 tháng 9 năm 2021, nhà đồng soạn nhạc của phim Coco (2017) là Germaine Franco bắt đầu tổng phổ nhạc cho Encanto.
Encanto (Original Motion Picture Soundtrack) được phát hành vào ngày 19 tháng 11 năm 2021. Nhạc phim đạt được thành công lớn sánh ngang bộ phim và chiếm vị trí thứ nhất trên bảng Billboard 200 của Hoa Kỳ, trở thành nhạc phim Disney đầu tiên kể từ Frozen II (2019) đứng đầu bảng xếp hạng đó. Bài hát "We Don't Talk About Bruno" trở thành một cơn sốt âm nhạc lan truyền nhanh. Nó phá vỡ nhiều kỷ lục khác nhau và trở thành một trong những bài hát Disney thành công nhất mọi thời đại. Nó đứng đầu bảng xếp hạng Billboard Hot 100 tại Hoa Kỳ và Bảng xếp hạng đĩa đơn tại Vương quốc Anh, đồng thời cũng đánh dấu vị tri quán quân đầu tiên của Disney trên Billboard Hot 100 tại Hoa Kỳ trong thế kỷ 21 và bài hát Disney lần đầu xuất hiện trên Bảng xếp hạng đĩa đơn tại Vương quốc Anh. Encanto là bộ phim Disney đầu tiên sản xuất được đồng thời một ca khúc quán quân và một album nhạc quán quân.

## Phát hành

### Ra mắt
Encanto: Vùng đất thần kỳ công chiếu toàn quốc lần đầu tại Rạp El Capitan ở Los Angeles vào ngày 3 tháng 11 năm 2021, và được dự kiến phát thành tại các rạp chiếu ở Hoa Kỳ vào ngày 24 tháng 11 năm 2021 với định dạng RealD 3D và Dolby 3D. Phim sẽ được chiếu độc quyền tại rạp 30 ngày đầu tiên để đối phó với Đại dịch COVID-19. Sau đó, vào ngày 24 tháng 12 năm 2021, phim sẽ được phát hành trên Disney+.

## Đón nhận
Trên trang đánh giá tổng hợp Rotten Tomatoes, phim đã thành công nhận về được 92% cà chua tươi tương đương với mức điểm là 7.60/10 với 36 nhận xét. Những bài phê bình đều đồng thuận cho rằng "Bối cảnh và quan điểm văn hóa Encanto: Vùng đất thần kỳ là một điều mới đối với Disney, nhưng kết quả cuối cùng vẫn giống nhau -- hoạt hình thú vị hấp dẫn, đẹp mắt cho cả gia đình." Trên trang Metacritic, phim cũng nhận về được số điểm khá tích cực là 72 trên 100 với 19 bài nhận xét, cho thấy rằng "các bài đánh giá rất thuận lợi".